# سلیم کرکار
سلیم کرکار (انگلیسی: Salim Kerkar؛ زادهٔ ۴ اوت ۱۹۸۷) بازیکن فوتبال اهل فرانسه است.
از باشگاه‌هایی که در آن بازی کرده‌است می‌توان به باشگاه فوتبال چارلتون اتلتیک و باشگاه فوتبال رنجرز اشاره کرد.